# Schloss Stetten (Hohenlohe)
Schloss Stetten ist der offizielle Ortsname der Stammburg der Freiherren von Stetten und des anliegenden Weilers. Sie sind heute ein Stadtteil der Kreisstadt Künzelsau im Hohenlohekreis in Baden-Württemberg.
Die Burganlage gehört zu der Baron-Wolfgang-Stetten Stiftung und besteht aus einer Schildmauerburg  und dem im Jahr 1716 erbauten und von Christian Freiherr von Stetten in den Jahren 2018 und 2019 generalsanierten Barockschloss. Sie gilt als eine der am besten erhaltenen Burgen aus der Stauferzeit.
Die Anlage wird bis heute von der Erbauerfamilie bewohnt, gehört jedoch zum Stiftungsgelände.

## Lage
Die Burg ist eine Höhenburg in westlicher Spornlage über dem hier nordwärts laufenden Tal des Kochers, flankiert von zwei tief eingeschnittenen Bachtälern, die dem Fluss aus dem Osten zulaufen. Unterhalb liegt am rechten Hangfuß des Flusstals und am Ufer das Dorf Kocherstetten.

## Beschreibung

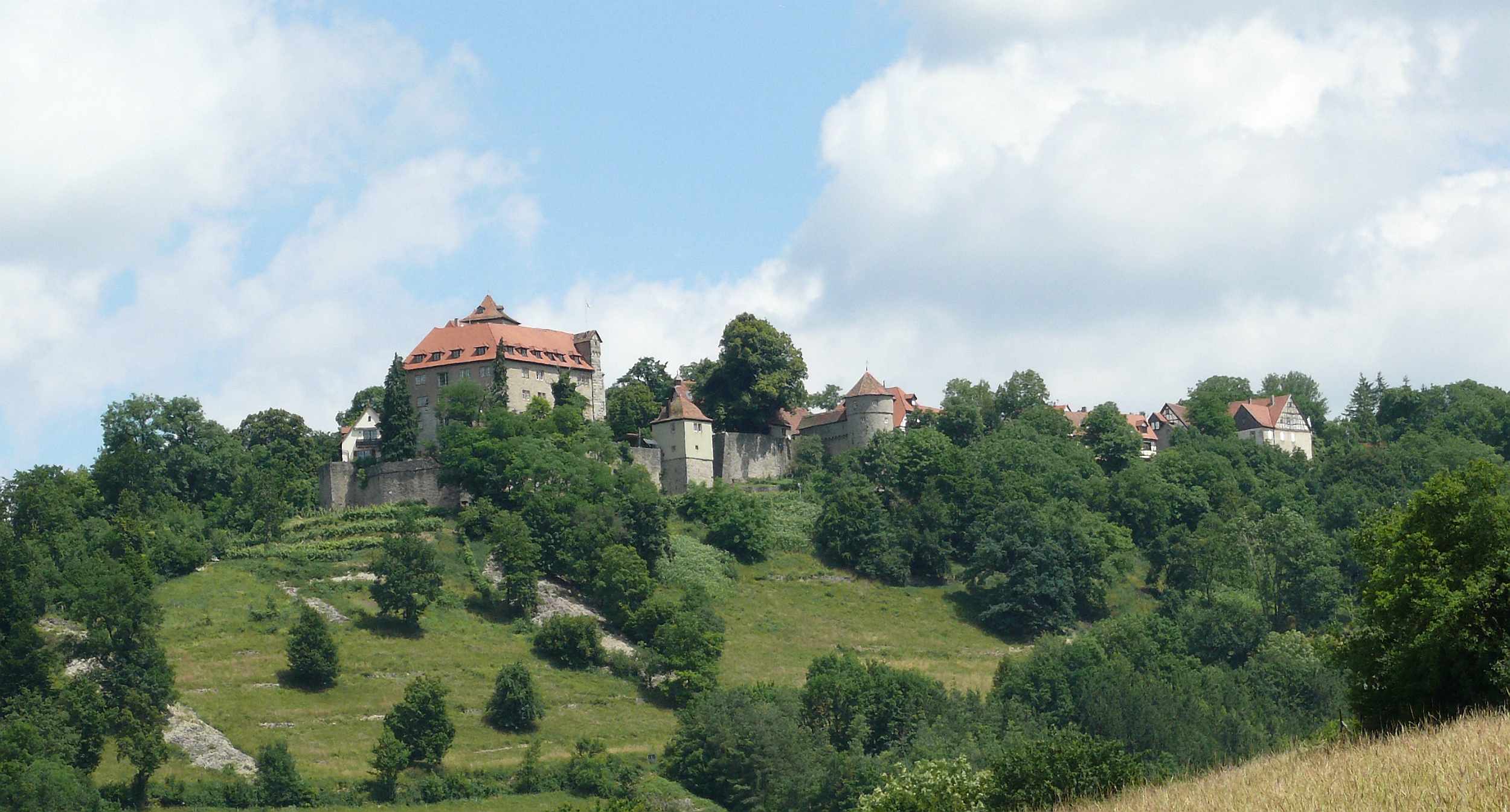
Schloss Stetten vom Kochertal

Die Burg wurde im Laufe ihres Bestehens nie zerstört und nie wesentlich baulich verändert. Baumaßnahmen wurden nur unternommen, um bei der Verteidigung auf dem Stand der Zeit zu bleiben.
Deshalb zeigt sie immer noch die ursprüngliche Gestalt einer hochmittelalterlichen Ritterburg.
Auf der Bergseite trennt ein Halsgraben die Vorburg vom Berg. Sie ist mit zwei Rundtürmen befestigt und durch ein Fachwerktorhaus von außen zugänglich. Ein weiterer Graben scheidet dahinter von der Vorburg die Kernburg, die dem Graben eine 13 Meter hohe, 19 Meter lange und 2,5 Meter dicke romanische Schildmauer zukehrt. Ein an deren nördlichen Teil angebauter Bergfried verstärkt hier noch die Befestigung, er hat einen rechteckigen Grundriss und zeigt außen Buckelquader. Die Kernburg wird durch vier weitere Türme gesichert, ein Zwinger läuft rings um sie.
In der Kernburg stehen mehrere Fachwerkgebäude und eine Kapelle.

## Geschichte
Erbaut wurde die Anlage um 1200, vermutlich auf einer Vorgängeranlage, die sich aber baulich nicht nachweisen lässt.
Eine erste Erwähnung der Ritter von Stetten findet sich in einer Urkunde des Klosters Komburg aus dem Jahre 1098, in der ein Odelricus de Steten erscheint. Auch ein im Jahr 1166 genannter Zürich de Stetten und ein im selben Jahr erwähnter Sifridus de Stetten, dürften dieser Familie entstammen. Die Ritter von Stetten waren damals zur Stauferzeit Lehensleute derer von Hohenlohe.
Erstmals wurde die Burg um das Jahr 1400 baulich ergänzt. Um die Kernburg gegen die zunehmend gebräuchlichen Feuerwaffen besser zu schützen, hob man den Halsgraben vor der Vorburg aus.  Zugleich errichtete man eine Zwingermauer mit halbrunden Flankierungstürmen.
In der Mitte des 15. Jahrhunderts kamen in einer weiteren Baumaßnahme die Ecktürme der Zwingermauer hinzu.
Im Jahre 1488 gerieten die Herren von Stetten in einen heftigen Streit mit den Herren von Hohenlohe um die Burg Tierberg (Tierberger Fehde). Im Verlauf dieser Fehde belagerten die Hohenloher die Burg Stetten und eroberten dabei die Vorburg. Nach zähen Verhandlungen und unter Einschaltung verschiedener Schlichter konnten sich die Streithähne friedlich einigen, weshalb es zu keiner größeren Beschädigung oder gar Zerstörung der Burg kam.
Als letzter Neubau entstand im Jahre 1716 in der Vorburg das barocke „Äußere Haus“, das schlossähnlich anmutet; deshalb dürfte es wohl auch zum heutigen Ortsnamen gekommen sein.
Die letzte größere bauliche Veränderung fand 1870 statt. Damals verfüllte man den inneren Graben zum Teil und baute das Torhaus um, so dass danach auch Kutschen einfahren konnten.
Seit dem 1. Januar 1972 gehört Schloss Stetten zur Kreisstadt Künzelsau.
Die Burg befindet sich im Eigentum der Baron-Wolfgang-Stetten-Stiftung, Eigentümer des Barockschlosses ist Christian Freiherr von Stetten, der es im Jahr 2015 von der Erbengemeinschaft vollständig erworben hat. Der frühere Bundestagsabgeordnete Wolfgang von Stetten, Vorstandsvorsitzender der Stetten Holding AG, baute seit 1983 Häuser für seniorengerechtes Wohnen in Schloss Stetten, Künzelsau und Bad Mergentheim. Er beschäftigt dort derzeit rund 190 Mitarbeiter. Schloss Stetten beherbergt neben dem Familienwohnsitz der Eigentümer in etwa 20 verschiedenen Häusern fast 300 weitere Personen.